# توماس کاپلان
توماس کاپلان (انگلیسی: Thomas Kaplan؛ زادهٔ ۴ سپتامبر ۱۹۶۲) یک تاجر میلیاردر آمریکایی، سرمایه‌گذار و گردآورنده هنر است. کاپلان که یکی از ستایشگران رامبرانت است، به عنوان بزرگ‌ترین مجموعه دار خصوصی آثار این استاد هلندی در جهان شناخته می‌شود.

## اوایل زندگی و تحصیلات
کاپلان که متولد نیویورک است فرزند لیلین جین برگر و جیسن «جی» کاپلان است. او و خانواده اش یهودی هستند.
او در جوانی به حفاظت حیات وحش و رامبرانت علاقمند شد، که به ترتیب دهه‌ها بعد الهام بخش او برای تأسیس گروه حفاظتی کورپوریشین پنترا، و تأسیس مجموعه لیدن، بزرگ‌ترین مجموعه خصوصی آثار عصر طلایی نقاشی هلند شدند. در دانشگاه آکسفورد، او مدارک لیسانس، فوق لیسانس و دکترای تاریخ را دریافت کرد. او پایان‌نامه دکترای خود را با موضوع مقابله با شورش‌ها در مالزی و نحوه ای که کالاها برنامه‌ریزی استراتژیک را تحت تأثیر قرار می‌دهند نوشت. او حین اخذ پی‌اچ‌دی خود به عنوان تحلیلگر کار می‌کرد و شرکت‌های اسرائیلی سهامی عام در آمریکا را پوشش می‌داد. او در یک سفر کاری، زن آینده اش دافنا رکاناتی (دختر لئون رکاناتی سرمایه‌گذار اسرائیلی) را که با کاپلان به مدرسه شبانه‌روزی له‌روزه رفته بود ملاقات کرد. مادر او، میرا رکاناتی که هنرمند بود، او را به آوی تیومکین سرمایه‌گذار اسرائیلی معرفی کرد که او را در سال ۱۹۹۱ به عنوان یک شریک دون پایه استخدام کرد.   پیش‌بینی درست تیومکین از تهاجم صدام حسین به کویت چند سال پیش از وقوع آن کاپلان را تحت تأثیر قرار داد. وقتی تیومکین تصمیم گرفت در سال ۱۹۹۳ سرمایه‌گذاری‌هایش را تنها در اسرائیل متمرکز کند، کاپلان ابتکارات کارافرینانه خود را دنبال کرد.

## حرفه
کاپلان به عنوان یکی از سرمایه گذاران پیشتاز در طلا، بابت پیش‌بینی درست افزایش قیمت طلا شناخته شده‌است. استراتژی سرمایه‌گذاری و تعهد او به طلا باعث شد بلومبرگ بیزنس‌ویک از او به عنوان «مبلغ طلا» یاد کند. او می‌گوید «مانترای» او «رفتن به دنبال بهترین دارایی‌هایی است که به شما قدرت بسیاری در زمینه تان می‌دهد … ولی تنها در حوزه‌هایی که به شما اجازه می‌دهد ثمرات آن قدرت را نگه دارید.» تحلیلگران به تأکید او بر اهمیت ریسک‌های حوزه ای در صنعت معدن «دکترین کاپلان» می‌گویند.

## بشردوستی و کنشگری

### سیاست خارجی
کاپلان از اعضای شورای روابط خارجی است. او همچنین عضو شورای بین‌الملل در مرکز بلفر برای علم و امور بین‌الملل دانشگاه هاروارد، که کاپلان و، گراهام الیسون و دیوید پترائوس برنامه اعضای پیوسته بنیاد رکناتی-کاپلان را برای مأموران اطلاعاتی از سراسر جهان در آن به راه انداختند است. همه متقاضیان این برنامه باید از روسای سازمان‌های اطلاعاتی شان توصیه نامه ای شخصی داشته باشند.
برنامه مشابهی در سال ۲۰۲۰ در مدرسه امور جهانی جکسن ییل، راه اندازی شد که اپراتورهای ویژه نظامی را را برای یک فوق لیسانس یک ساله امور جهانی به دانشگاه ییل می‌آورد. در سال ۲۰۲۲، ابتکار تاریخ کاربردی رکناتی-کاپلان در فوروم خاورمیانه و شمال آفریقای کیمبریج مستقر در دانشگاه کمبریج، برای آگاه کردن سیاست خاورمیانه با بینش عمیق تاریخی ایجاد شد.
در سال ۲۰۱۸، کاپلان به همراه برنار-آنری لوی، کنشگر و فیلسوف فرانسوی گروه کنشگر ناسودبر مستقر در نیویورک عدالت برای کردها را برای آموزش و آگاهی بخشی عمومی دربارهٔ مسئله کردی در آمریکا و جهان تأسیس کرد. کاپلان رئیس هیئت مدیره این گروه است. شورای مشورتی این گروه دربرگیرنده سیاستگذاران، روزنامه نگاران، روشنفکران، دیپلمات‌ها، فرماندهان نظامی، و هنرمندان است.
کاپلان، به همراه شلدون ادلسون و میریام ادلسون، سه چهارم درآمد ۱٫۷ میلیون دلاری اتحاد علیه ایران هسته‌ای (UANI) را در سال ۲۰۱۳ تأمین کردند. در سال ۲۰۱۷ کاپلان در یک سخنرانی برای این سازمان ایران را با یک مار پایتون مشبک در حال بلعیدن بز مقایسه کرد و گفت حکومت ایران به خاطر باورهای شیعه «استراتژی تقیه» را برای پنهان سازی آمال امپراتورانه خود تعقیب می‌کند. خیریه پنترای کاپلان به مؤسسه حیات وحش میراث پارسیان در ایران که پروژه حفاظت از یوز آسیایی را اداره می‌کرد، کمک مالی کرد. پیوندهای کاپلان با اتحاد علیه ایران هسته‌ای بر طرفداران محیط زیست شاغل در این پروژه معلوم نبود. مقامات ایرانی در سال ۲۰۱۸، چند ماه پس از سخنرانی کاپلان در کنفرانس اتحاد علیه ایران هسته ای، مراد طاهباز بنیانگذاران مؤسسه حیات وحش میراث پارسیان و هشت فعال زیست‌محیطی دیگر را بازداشت کردند و آنها را به جاسوسی و اقدام علیه امنیت ملی متهم کردند.

### حفاظت
کاپلان رئیس اجرایی هیئت مدیره کورپوریشین پنترا است، خیریه ای که او و زنش در سال ۲۰۰۶ با الن رابینوویتس تأسیس کردند. پنترا وقف حفظ گربه‌های بزرگ و اکوسیستم‌های آنها شده و به عنوان یکی از نیروهای راهبر در حفاظت از گربه سانان شناخته شده‌است. داگلاس تامپکینز از نشنال جیوگرافیک گفته پنترا «سازمان پیشتاز حفاظت از گربه‌های بزرگ است و جامع‌ترین تلاش از هر نوع در حفاظت از گربه‌های وحشی را انجام می‌دهد.»